# 1888 na literatura

## Eventos
- Entre 3 e 30 de Setembro, Frederico Nietzsche escreve 'Der Antichrist' que só viria a ser publicado sete anos depois em 1895

## Livros
- Os Maias, por Eça de Queirós;
- Study In Scarlet por Arthur Conan Doyle.

## Nascimentos
| Data            | Nome                | Profissão              | Nacionalidade | Observações | Ref |
| --------------- | ------------------- | ---------------------- | ------------- | ----------- | --- |
| 18 de Janeiro   | Dilermando de Assis | militar e escritor     | Brasil        | m. 1951     |     |
| 20 de fevereiro | Georges Bernanos    | escritor               | França        | m. 1948     |     |
| 5 de Junho      | Esther Nunes Bibas  | professora e escritora | Brasil        | m. 1972     |     |
| 13 de Junho     | Fernando Pessoa     | poeta                  | Portugal      | m. 1935     |     |
| 28 de Agosto    | Hermes Fontes       | compositor e poeta     | Brasil        | m. 1930     |     |
| 23 de Novembro  | Álvaro Moreyra      | escritor e jornalista  | Brasil        | m. 1964     |     |
| 15 de Dezembro  | Roque Callage       | escritor               | Brasil        | m. 1931     |     |

## Mortes
| Data           | Nome                             | Profissão                                         | Nacionalidade  | Observações | Ref |
| -------------- | -------------------------------- | ------------------------------------------------- | -------------- | ----------- | --- |
| 6 de Março     | Louisa May Alcott                | escritora                                         | Estados Unidos | n. 1832     |     |
| 23 de setembro | António Moniz Barreto Corte Real | político, jornalista, escritor e professor liceal | Portugal       | n. 1804     |     |